# 陈家集镇
陈家集乡，是中华人民共和国甘肃省临夏回族自治州和政县下辖的一个乡镇级行政单位。

## 行政区划
陈家集乡下辖以下地区：
贾百户村、上王家村、孟家村、陈家集村、王录山村、王泉村、陈家沟村和宋家沟村。